# Irena Staniek
Irena Staniek – polska śpiewaczka, sopran koloraturowy. W swoim repertuarze ma arie operowe, operetkowe, musicalowe oraz standardy światowej muzyki rozrywkowej w 5 językach, dysponuje głosem o rozpiętości 4 oktaw. Występuje głównie w Polsce oraz w Niemczech.
Debiutowała w końcówce lat 90., w chórze przy Filharmonii Śląskiej. W 1998 wystąpiła z okazji 20-lecia pontyfikatu Jana Pawła II.
W 2001 zwyciężyła I edycję programu Droga do Gwiazd, wykonując piosenkę „Time To Say Goodbye” z repertuaru Andrei Bocellego.
Z wykształcenia jest optykiem.

## Dyskografia
- 2002 – Jestem szczęśliwa
- 2003 – Zimową porą